# Kenichi Sudo
Kenichi Sudo é um tecladista, compositor e arranjador japonês nascido em 14 de fevereiro de 1958 em Miyagi.

## História
Sudo começou a estudar violino com apenas três anos de idade, e piano com seis, se profissionalizando aos 17 anos.
Conheceu Hironobu Kageyama, que estava começando sua carreira solo, e compôs três músicas para seu segundo álbum solo, First at Last, além de ter sido o responsável pelo arranjo de várias das faixas. Ali começou uma longa parceria, que se estende até o presente. Sudo trabalhou com Kageyama em seus álbuns Born Again; I'm in You; Cold Rain; e Rock Japan.
Com Kageyama, formou a banda AIRBLANCA, com quem lançou dois álbuns; a TRY FORCE, que se concentra em composição de músicas para vários artistas, e com quem fez a trilha sonora para o anime Heat Guy J, inclusive o tema de abertura, "Face"; e a BROADWAY, com quem compôs várias músicas para Os Cavaleiros do Zodíaco, a maioria inclusa no álbum Saint Seiya Hit Kyokushuu III BOYS BE ~Kimi ni Ageru Tame ni~. Sudo, aliás, compôs "Blue Dream", segundo encerramento do anime. O single com a música, aliás, no relançamento de 2024, ficou na 48ª posição no Oricon Singles Chart, e na 46ª posição na Billboard Japan.
A banda BROADWAY acabou não seguindo carreira formal, mas colabora com projetos de Kageyama com certa frequência, tendo tocado com o vocalista em shows e participado da composição de músicas para alguns animes. Sudo e banda tocam com Kageyama nos álbuns Power Live'95 CYVOX e Power Live '98. A banda também participou da composição de várias músicas do álbum A.O.R., de Kageyama, talvez encorajados por Mitsuko Horie, que sugeriu que começassem a trabalhar em composições próprias junto com as de anime.
Compôs e arranjou inúmeras músicas para outra banda de Kageyama, o JAM Project, sendo creditado em praticamente todos os álbuns da banda.
Sudo também compôs trilhas sonoras, como para o filme Sora o Kakeru Shoujo.
Em 2001, no canal Kids Station, teve início o programa de TV Anipara Ongakukan, comandado por Kageyama e Masaaki Endoh. A cada episódio, artistas relacionados à anisons eram convidados para entrevistas e um pequeno show ao vivo com participação dos anfitriões. Sudo foi diretor de som e participava da banda do programa que foi cancelado em dezembro de 2017.
Participou da banda de apoio de Minori Chihara e, com os outros membros, fundou a CMB, que serve tanto como "Creative Music Band" quanto como "Chihara Minori Band". Em 2011, a CMB lançou um álbum instrumental chamado Sound Majesty.
Em 2022, fundou a banda Time Capsule Orchestra.